# Бангорский антифонарий
Банго́рский антифона́рий (лат. Antiphonarium Monasterii Benchorensis) — раннесредневековая латинская рукопись, происходящая, вероятно, из бывшего Бангорского аббатства (в Ирландии), ныне хранится в миланской Амвросианской библиотеке (сигнатура Ambros. C. 5 inf.).  Содержание рукописи составляют богослужебные тексты (молитвы и гимнография) в формах ритмической прозы и силлабических и (редко) силлабо-тонических стихов, в том числе, первая полная версия знаменитого гимна Te Deum. Название «антифонарий» употребляется по традиции, в действительности музыкальных антифонов в рукописи нет, как нет и никаких следов музыкальной нотации.

## Краткая характеристика
Предположительная дата компиляции — конец VII века, по другой версии — около 700 года. Рукопись содержит 36 листов, на которых записаны 6 текстов библейского и небиблейского происхождения, названных словом canticum (Audite, coeli, Cantemus Domino, Benedicite, Te Deum, Benedictus, Gloria in excelsis Deo), 12 гимнов (в том числе евхаристический «Sancti venite, Christi corpus sumite», который считается рудиментом древнеирландской литургии; 8 из 12-и текстов Бангорского антифонария в других старинных источниках не встречаются), 69 особых молитв (обозначенных как collecta), 70 версикулов, Никейский Символ веры и Отче наш.
Авторы гимнографии (как обычно) по преимуществу анонимны. По имени названы некие Comgall и Camelac. Самое протяжённое стихотворение (42 четырёхстрочные строфы) — пасхальный гимн Precamur patrem, в качестве автора которого рассматривается св. Колумбан.